# Bouse
Bouse è una località degli Stati Uniti d'America, situata nella contea di La Paz, nello Stato dell'Arizona.